# René Appel

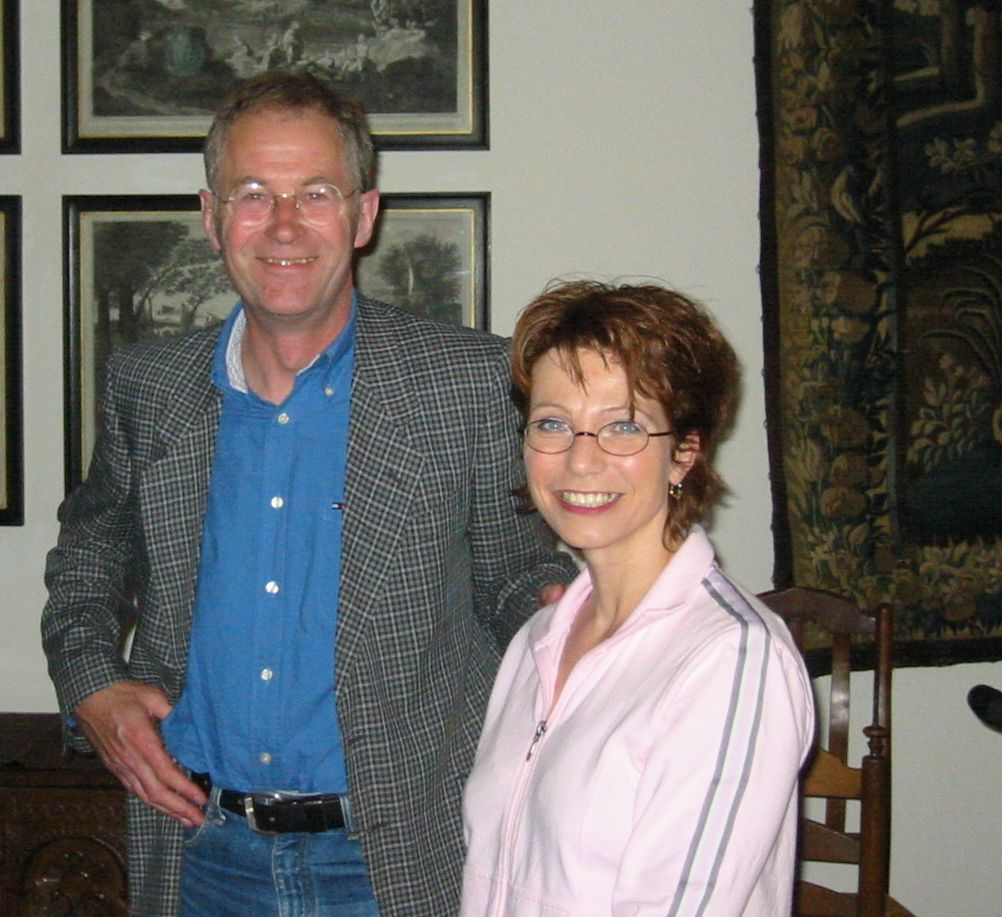
René Appel und seine deutsche Übersetzerin Stefanie Schäfer bei einer Lesung in Moers am 29. April 2004

René Appel (* 19. September 1945 in Hoogkarspel) ist ein niederländischer Schriftsteller.

## Wirken
Schon während seines Studiums begann er zu schreiben, zunächst ohne zu publizieren. Von 1976 bis 1986 rezensierte er Kriminalliteratur für das NRC Handelsblad.
Er arbeitete schließlich als Dozent für Sprachwissenschaften, um Ende der 1980er Jahre selbst zur Feder zu greifen und seinen ersten Roman zu verfassen. Inspiriert wurde er von Autorinnen wie Ruth Rendell und Patricia Highsmith. Er schreibt Kriminalromane, die besonders durch ihre bedrückende Atmosphäre berühren. Immer berichten sie von Menschen, die wir selbst sein könnten. Appel erhielt 1991 und 2001 den Gouden Strop (Goldenen Strick), den bedeutendsten niederländischen Preis für Kriminalliteratur, für den er zwischen 1987 und 2005 insgesamt achtmal nominiert wurde.

## Werke

### Romane Deutsch
- 1991 Mord in der dritten Person. Twenne, Berlin (Original: De derde persoon)
- 2000 Tod im Leuchtturm. Nagel und Kimche, Zürich (Original: Geweten)
- 2001 Rachsucht. Nagel und Kimche, Zürich (Original: Tweestrijd)
- 2003 Ein Opfer der Umstände. Schneekluth, München (Original: Zinloos geweld)

### Kinderbücher Deutsch
- 2000 Gefangen in Kids City. Nagel und Kimche, Zürich (Original: Complot)
- 2001 Ein schrecklicher Verdacht. Nagel und Kimche, Zürich (Original: Foute Boel)

### Romane Niederländisch
- 2006 Los geld. Prometheus, Amsterdam
- 2005 Loverboy. Prometheus, Amsterdam
- 2005 Als boer en zus. Prometheus, Amsterdam
- 2004 Misbruik wordt gestraft. Prometheus, Amsterdam
- 2003 Doorgeschoten. Bert Bakker, Amsterdam
- 2002 De dood van een kroonprins. De Bezige Bij, Amsterdam
- 2002 Noodzakelijk kwaad. Bert Bakker, Amsterdam
- 2001 Zinloos geweld. Bert Bakker, Amsterdam
- 1999 De Echtbreker. Bert Bakker, Amsterdam
- 1998 Spanning. Contact, Amsterdam
- 1998 Tweestrijd. Bert Bakker, Amsterdam
- 1996 Geweten. Bert Bakker, Amsterdam
- 1996 Van kwaad tot erger. Bert Bakker, Amsterdam
- 1995 Tegenliggers. Bert Bakker, Amsterdam
- 1994 Geronnen bloed. Bert Bakker, Amsterdam
- 1993 Vlekkeloos. Bert Bakker, Amsterdam
- 1992 Persoonlijke omstandigheden. Bert Bakker, Amsterdam
- 1991 Oppassen. Bert Bakker, Amsterdam
- 1990 De derde persoon. Bert Bakker, Amsterdam
- 1989 Spijt. Bert Bakker, Amsterdam
- 1987 Handikap. Bert Bakker, Amsterdam

### Kinderbücher Niederländisch
- 1999 Complot. Elzenga, Amsterdam
- 2000 Foute Boel. Elzenga, Amsterdam